# (1544) Vinterhansenia
(1544) Vinterhansenia es un asteroide perteneciente al cinturón de asteroides descubierto por Liisi Oterma desde el observatorio de Iso-Heikkilä, Finlandia, el 15 de octubre de 1941.

## Designación y nombre
Vinterhansenia se designó inicialmente como 1941 UK.
Posteriormente fue nombrado en honor de la astrónoma danesa Julie Vinter Hansen (1890-1960).

## Características orbitales
Vinterhansenia está situado a una distancia media de 2,373 ua del Sol, pudiendo alejarse hasta 2,621 ua. Tiene una excentricidad de 0,1043 y una inclinación orbital de 3,333°. Emplea 1335 días en completar una órbita alrededor del Sol.